# Гайок (заповідне урочище, Чернівецька область)
Гайо́к — заповідне урочище в Україні. Розташоване в межах Герцаївського району Чернівецької області, на південь від села Тернавка. 
Площа 62 га. Статус присвоєно згідно з рішенням облвиконкому від30.05.1979 року № 198. Перебуває у віданні ДП «Чернівецький лісгосп» (Тернавське лісництво, кв. 12, вид. 1; кв. 13, вид. 1; кв. 14, вид. 2, 3, 5). 
Статус присвоєно для збереження частини лісового масиву з цінними буковими насадженнями віком 120 років з багатим флористичним складом рідкісних рослин.